# Улица Николая Соловцова
Улица́ Никола́я Соловцо́ва — улица в Печерском районе города Киева, в местности Зверинец. Примыкает к Зверинецкой улице (дважды, образуя полукруг). 
Также примыкают Бусловская улица и проход к Тимирязевской улице.

## История
Улица возникла в первой четверти XX века, и сначала носила название Новоомелютинская, поскольку была расположена вблизи Омелютинской улицы (ныне Тимирязевской). В 1962 году переименована в честь украинского[уточнить] режиссера и театрального деятеля Николая Соловцова.